# Lothar Höhne (Fußballspieler)
Lothar Höhne (* 21. Oktober 1952) ist ein ehemaliger deutscher Fußballspieler. In der DDR-Oberliga, der höchsten Spielklasse im DDR-Fußball, war er in den 1970er- und 1980er-Jahren für die BSG Chemie Leipzig und Chemie Böhlen aktiv.

## Sportliche Laufbahn
Im Jahre 1971 stieg Lothar Höhne mit der Betriebssportgemeinschaft (BSG) Lok Ost Leipzig aus der Bezirksliga in die zweitklassige DDR-Liga auf. Von den 20 Ligaspielen der BSG Lok Ost in der Saison 1971/72 bestritt der 19-Jährige fünf Partien. Lok Ost schaffte nicht den Klassenerhalt, und Höhne spielte zwei weitere Spielzeiten in der Bezirksliga. 1974 stiegen die Leipziger erneut in die DDR-Liga auf. Höhne war inzwischen Stammspieler in der Mannschaft und kam diesmal in 21 der 22 Punktspiele zum Einsatz. Nachdem die Lok-Ost-Mannschaft auch die Saison 1974/75 als Absteiger beendet hatte, wechselte Höhne zum Oberligaaufsteiger Chemie Leipzig. Auch dort wiederholte sich sein Werdegang, in seiner ersten Oberligasaison 1975/76 konnte er sich als Verteidiger wieder einen Stammplatz erobern, seine Mannschaft stieg aber wieder ab. In den folgenden drei Spielzeiten wurde Chemie Leipzig jeweils Staffelsieger in der DDR-Liga, schaffte aber erst 1979 die Rückkehr in die Oberliga. Von den in diesen drei Spielzeiten ausgetragenen 66 DDR-Liga-Spielen wurde Höhne 54 Mal eingesetzt und bestritt auch alle 24 Spiele in den Aufstiegsrunden. 1979/80 absolvierte Höhne seine zweite Oberligasaison, in der er wiederum als Abwehrspieler in 20 Punktspielen gesetzt wurde.
Nachdem Höhe auch seine zweite Oberligasaison als Absteiger beendet hatte, wechselte er zur Spielzeit 1980/81 zur BSG Chemie Böhlen, die in die Oberliga aufgestiegen war. In Böhlen geriet er in ein Wechselspiel zwischen Oberliga und DDR-Liga. Nach einem Jahr Oberliga, in dem er 22 Spiele als Verteidiger absolviert hatte, ging es 1981/82 in der DDR-Liga weiter. Dort bestritt Höhne zunächst nur 16 der 22 Punktspiele. Als Staffelsieger bestritt Böhlen acht Spiele in der Aufstiegsrunde, wo Höhne in sieben Begegnungen eingesetzt wurde. Die Mannschaft schaffte erneut den Aufstieg, sodass Höhe 1982/83 in seine vierte Oberligasaison ging. Mit einigen Unterbrechungen kam er auf 18 weitere Oberligaeinsätze, um anschließend wieder abzusteigen. Als fast 31-Jähriger absolvierte Lothar Höhne 1983/84 seine letzte Spielzeit im DDR-weiten Fußball. Er bestritt noch einmal 20 von 22 DDR-Liga-Spielen und zog sich dann vom Leistungssport zurück. Innerhalb von 14 Jahren hatte er 79 Oberligaspiele (ohne Tor) und 116 DDR-Liga-Spiele (acht Tore) bestritten. Er nahm an vier Aufstiegsrunden teil, in denen er 31 Mal eingesetzt wurde und ein Tor erzielte.